# Lac Miller (Californie)
Pour les articles homonymes, voir Miller et Lac Miller.
Le lac Miller (en anglais : Miller Lake) est un lac américain dans le comté de Tuolumne, en Californie. Il est situé à 2 887 mètres d'altitude au sein de la Yosemite Wilderness, dans le parc national de Yosemite.